# Разъезд 17 (Акмолинская область)
Разъе́зд 17 — упразднённый разъезд в Бурабайском районе Акмолинской области Казахстана. Входил в состав Кенесаринского сельского округа. Код КАТО — 117053400.

## География
Разъезд располагался в северо-западной части района, на расстоянии примерно 45 километров (по прямой) к северо-западу от административного центра района — города Щучинск, в 16 километрах к северо-западу от административного центра сельского округа — аула Кенесары.
Абсолютная высота — 279 метров над уровнем моря.
Ближайшие населённые пункты: село Ивановка — на северо-западе, село Молодёжное — на северо-востоке.

## История
Постановлением акимата Акмолинской области от 13 декабря 2013 года № А-11/556 и решением Акмолинского областного маслихата от 13 декабря 2013 года № 5С-20-10 «Об изменении административно-территориального устройства Акмолинской области» (зарегистрированное Департаментом юстиции Акмолинской области 21 января 2014 года № 3976):
- разъезды 17 был переведен в категорию иных поселений и исключён из учётных данных;
- поселение упразднённого населённого пункта — вошло в состав села Кенесары.

## Население
В 1989 году население разъезда составляло 28 человек (из них русские — 42 %, казахи — 38 %).
В 1999 году население разъезда составляло 30 человек (16 мужчин и 14 женщин). По данным переписи 2009 года, в разъезде проживало 28 человек (16 мужчин и 12 женщин).
| Численность населения | Численность населения | Численность населения |
| 1989                  | 1999                  | 2009                  |
| --------------------- | --------------------- | --------------------- |
| 28                    | ↗30                   | ↘28                   |